# West of Scotland Football League
La West of Scotland Football League è uno dei 6 campionati semiprofessionistici minori di calcio in Scozia, quello che copre la parte occidentale del paese.

## La lega
La lega è stata fondata nel 2020 sotto l'egida della West of Scotland Football Association, una sotto-organizzazione della Scottish Football Association destinata a promuovere il calcio semiprofessionistico nell'area di Glasgow.
La lega è un membro della Scottish Football Association ed è interconnessa con la sovrastante Lowland Football League. 
Il campionato è composto da 5 divisioni: Premier Division, First, Second, Third e Fourth. Non essendo prevista in Scozia una connessione col calcio dilettantistico, il campionato non ha retrocessioni.

## Partecipanti Premier Division 2024-2025
- Auchinleck Talbot
- Beith Juniors
- Benburb
- Clydebank
- Cumnock Juniors
- Darvel
- Drumchapel Utd
- Gartcairn Juniors
- Glenafton Athletic
- Hurlford Utd
- Johnstone Burgh
- Largs Thistle
- Pollok
- Shotts Bon Accord
- St. Cadoc's
- Troon

## Partecipanti Divisioni inferiori 2024-2025

### First Division
- Ardrossan Winton Rovers
- Arthurlie
- Ashfield
- Blantyre Victoria
- Cumbernauld Utd
- Irvine Meadow XI
- Kilbirnie Ladeside
- Kilwinning Rangers
- Kirkintilloch Rob Roy
- Maybole Juniors
- Petershill
- Renfrew
- Rutherglen Glencairn
- St. Roch's
- Thorniewood Utd
- Vale of Clyde

### Second Division
- Bellshill Athletic
- Bonnyton Thistle
- Caledonian Locomotives
- Cambuslang Rangers
- Craigmark Burntonians
- Forth Wanderers
- Kilsyth Rangers
- Lanark Utd
- Larkhall Thistle
- Lesmahagow
- Maryhill
- Muirkirk Juniors
- Neilston
- St. Anthony's
- Whitletts Victoria
- Yoker Athletic

### Third Division
- Ardeer Thistle
- Dalry Thistle
- Finnart
- Girvan
- Glasgow Perthshire
- Glasgow Utd
- Glasgow University
- Glenvale
- Greenock Juniors
- Irvine Victoria
- Kilsyth Athletic
- Lugar Boswell Thistle
- Thorn Athletic
- Threave Rovers
- Vale of Leven
- Wishaw

### Fourth Division
- BSC Glasgow
- Campbeltown Pupils
- Carluke Rovers
- East Kilbride Thistle
- Easterhouse Academy
- Eglinton
- Giffnock
- Kello Rovers
- Knightswood
- Newmains Utd
- Port Glasgow
- Rossvale Academy
- Royal Albert
- Saltcoats Victoria
- St. Peter's
- West Park Utd

## Collegamenti
- Eccellenza (calcio)